# Daymeric Pelo
Pour les articles homonymes, voir Pelo.
Pas d'image ? Cliquez ici

a Compétitions nationales et continentales officielles uniquement.

Daymeric Pelo, né le 16 juillet 1996 en Australie, est un joueur français de rugby à XIII évoluant au poste de pilier. 

## Biographie
Au cours de sa carrière, il s'est formé en Australie en intégrant la section jeunes de Burleigh, Gold Coast et de Melbourne, avant de disputer des rencontres en Queensland Cup avec Burleigh. Il opte en 2018 pour Limoux et la France y disputant cette même saison une finale perdue du Championnat de France et une finale perdue de Coupe de France. Il rejoint fin 2018 les London Broncos mais n'y dispute aucune rencontre avant qu'une grave blessure à l'épaule l'éloigne des terrains.

## Palmarès
- Collectif :
  - Finaliste du Championnat de France : 2018 (Limoux).
  - Finaliste de la Coupe de France : 2018 (Limoux).